# Municipio de Amor (Minnesota)
El municipio de Amor (en inglés: Amor Township) es un municipio ubicado en el condado de Otter Tail en el estado estadounidense de Minnesota. En el año 2010 tenía una población de 495 habitantes y una densidad poblacional de 5,44 personas por km².

## Geografía
El municipio de Amor se encuentra ubicado en las coordenadas 46°24′21″N 95°42′53″O / 46.40583, -95.71472. Según la Oficina del Censo de los Estados Unidos, el municipio tiene una superficie total de 91 km², de la cual 59,59 km² corresponden a tierra firme y (34,52 %) 31,41 km² es agua.

## Demografía
Según el censo de 2010, había 495 personas residiendo en el municipio de Amor. La densidad de población era de 5,44 hab./km². De los 495 habitantes, el municipio de Amor estaba compuesto por el 97,98 % blancos, el 0,2 % eran afroamericanos, el 0,4 % eran amerindios, el 0,2 % eran asiáticos, el 0,4 % eran isleños del Pacífico y el 0,81 % eran de una mezcla de razas. Del total de la población el 0,4 % eran hispanos o latinos de cualquier raza.